# Nouvelle-Zélande aux Jeux du Commonwealth
La Nouvelle-Zélande a participé à toutes les éditions des Jeux du Commonwealth depuis les premiers Jeux en 1930 au Canada. Le pays a accueilli les Jeux à trois reprises : en 1950 à Auckland, en 1974 à Christchurch, et en 1990 à Auckland à nouveau.
Parmi les performances de la Nouvelle-Zélande a été sa domination des compétitions de rugby à sept aux Jeux. Les All Blacks à sept remportent le premier tournoi en 1998, puis également ceux de 2002, 2006 et 2010, le tout sans perdre un seul match. Ils s'inclinent finalement en finale face à l'Afrique du Sud aux Jeux de 2014. 
La participation de la Nouvelle-Zélande aux Jeux de 1978 à Edmonton amène le Nigéria à les boycotter, pour protester contre le non-respect par la Nouvelle-Zélande du boycott sportif contre l'Afrique du Sud. (Ce boycott fait suite au boycott bien plus large des Jeux olympiques d'été de 1976.)

## Médailles
Résultats par Jeux :
| Année | Médaille d'or | Médaille d'argent | Médaille de bronze | Total | Rang |
| ----- | ------------- | ----------------- | ------------------ | ----- | ---- |
| 1930  | 3             | 4                 | 2                  | 9     | 4e   |
| 1934  | 1             | 0                 | 2                  | 3     | 6e   |
| 1938  | 5             | 7                 | 13                 | 25    | 5e   |
| 1950  | 10            | 22                | 22                 | 54    | 3e   |
| 1954  | 7             | 7                 | 5                  | 19    | 5e   |
| 1958  | 4             | 6                 | 9                  | 19    | 5e   |
| 1962  | 10            | 11                | 10                 | 31    | 3e   |
| 1966  | 8             | 5                 | 13                 | 26    | 4e   |
| 1970  | 2             | 6                 | 6                  | 14    | 11er |
| 1974  | 9             | 8                 | 18                 | 35    | 4e   |
| 1978  | 5             | 6                 | 9                  | 20    | 5e   |
| 1982  | 5             | 8                 | 13                 | 26    | 5e   |
| 1986  | 8             | 16                | 14                 | 38    | 4e   |
| 1990  | 17            | 14                | 27                 | 58    | 4e   |
| 1994  | 5             | 16                | 20                 | 41    | 8e   |
| 1998  | 8             | 6                 | 20                 | 34    | 6e   |
| 2002  | 11            | 13                | 20                 | 44    | 5e   |
| 2006  | 6             | 12                | 14                 | 32    | 9e   |
| 2010  | 6             | 22                | 8                  | 36    | 11e  |
| 2014  | 14            | 14                | 17                 | 45    | 6e   |
| Total | 144           | 203               | 262                | 609   | 5e   |

Athlètes ayant remporté au moins quatre médailles d'or aux Jeux :
| Nom               | Médailles d'or | Jeux             | Discipline | Épreuves                                            |
| ----------------- | -------------- | ---------------- | ---------- | --------------------------------------------------- |
| Valerie Young     | cinq           | 1958, 1962, 1966 | Athlétisme | Lancer de poids, lancer de disque                   |
| Stephen Petterson | quatre         | 1990, 1994, 1998 | Tir        | Carabine couché (individuel et paire)               |
| Yvette Williams   | quatre         | 1950, 1954       | Athlétisme | Saut en longueur, lancer de disque, lancer de poids |